# 埼玉県立岩槻北陵高等学校
埼玉県立岩槻北陵高等学校（さいたまけんりつ いわつきほくりょうこうとうがっこう）は、埼玉県さいたま市岩槻区慈恩寺にある全日制普通科男女共学の公立高等学校である。

## 沿革
（沿革節の主要な出典は公式サイト）
- 1981年（昭和56年）
  - 4月1日 - 埼玉県立岩槻北陵高等学校、設立。校旗、校歌、校章を制定。
  - 4月10日 - 開校式、第1回入学式挙行。
  - 10月27日 - この日を開校記念日と定める。

- 2022年（令和4年）埼玉県立岩槻高等学校と統合され、新しい高等学校となる事が明らかとなる。
- 2023年（令和5年）当年度をもって募集停止[2]。
- 2026年（令和8年）岩槻高等学校と統合し、同校の所在地に新しい高等学校が設置される（予定）。

## 部活動・同好会
出典：
運動部
- バスケットボール部
- バドミントン部
- 剣道部
- 弓道部
- サッカー部
- 硬式テニス部
- 陸上部
- 野球部
- 卓球同好会
- 少林寺拳法同好会

文化部
- ウエイトトレーニング同好会
- ダンス部
- 音楽部
- 放送部
- 食生活部
- メディア部
- 漫画研究部
- 書道部
- 美術部
- ネイチャー同好会
- 演劇部

## 交通
- 東武野田線豊春駅より徒歩約20分